# Эсбьёрн Свенссон Трио
Эсбьёрн Свенссон трио (швед. Esbjörn Svensson Trio, E.S.T.) — популярное фортепианное джаз-трио из Швеции в составе пианиста Эсбьёрна Свенссона, контрабасиста Дана Берглунда и ударника Магнуса Эстрема, основанное в 1993 году и прекратившее существование в 2008-м после трагической гибели Свенссона. Музыкальный стиль E.S.T. — северноевропейский неторопливый пост-боп с элементами авангарда, рока и классической музыки, осложненный умеренным использованием электронных и шумовых эффектов и продвинутых форм многодорожечной записи. Европейская известность пришла к коллективу в 1999 году после выхода пластинки From Gagarin's Point of View на германском лэйбле ACT.

## Признание
- 1995, 1996: Эсбьёрн Свенссон получает звание лучшего джазового музыканта Швеции
- 1997: диск Winter in Venice получает шведскую «Грэмми» в категории «Джазовый альбом»
- 1998: Эсбьёрн Свенссон получает звание лучшего автора песни Швеции
- 2002: альбом Strange Place For Snow получает множество европейских наград, среди которых премия музыкальной академии Германии Jahrespreis der Deutschen Schallplattenkritik, германская премия  Deutsche Jazzpreis, французская премия Choc de l'année (Jazzman), французская «грэмми» Victoire du Jazz
- 2004:  E.S.T. получает премию Ханса Коллера как европейский музыкальный коллектив года..

## Дискография
Студийные альбомы:
- When Everyone Has Gone (Dragon, 1993)
- EST Plays Monk (Superstudio Gul, 1996)
- Winter in Venice (Superstudio Gul, 1997)
- From Gagarin's Point of View (Superstudio Gul/ACT, 1999)
- Good Morning Susie Soho (Superstudio Gul/ACT, 2000)
- Strange Place for Snow (Superstudio Gul/ACT, 2002)
- Seven Days of Falling (Superstudio Gul/ACT, 2003)
- Viaticum (ACT, 2005)
- Tuesday Wonderland (ACT/EmArcy, 2006)
- Leucocyte (ACT, 2008)
- 301 (ACT, 2012)

Концертные альбомы:
- E.S.T. Live '95 (ACT, 2001)
- Live in Stockholm (ACT, 2003) + DVD
- Live in Berlin (ACT, 2005, Viaticum Platinum Edition, 2-CD Set - ACT 6001-2)
- Live in Hamburg (ACT, 2007)

Сборники
- Somewhere Else Before (сборник, вышедший в США на Columbia и содержащий треки с From Gagarin's Point of View и Good Morning Susie Soho, 2001)
- Retrospective - The Very Best of E.S.T. (ACT, 2009)